# Kyūshū Q1W
Die Kyūshū Q1W1 Tokai (japanisch 東海, „Östliche See“, alliierter Codename „Lorna“) war ein japanisches Militärflugzeug im Zweiten Weltkrieg.

## Entwicklung
Die Q1W1 war eine einfache Flugzeugkonstruktion (freitragender Tiefdecker mit zwei Sternmotoren und einziehbarem Heckradfahrwerk), die die japanische Marine im Zweiten Weltkrieg zur U-Boot-Jagd (es war eines der ersten – wenn nicht das erste Flugzeugmuster – das dediziert zu diesem Zwecke entworfen und in Dienst gestellt worden ist) und zur Seeüberwachung eingesetzt hat. Einige Maschinen wurden mit einfachen Radar- und U-Boot-Suchgeräten ausgerüstet. Kyūshū Hikōki (bis 1943 Watanabe Tekkōjo) konstruierte das Modell 1942, der Erstflug war im September 1943, die Indienststellung Anfang 1944. Es wurden insgesamt 153 Maschinen gebaut, darunter die Varianten Q1W1-K (viersitziges Schulflugzeug für die elektronischen Geräte, ganz in Holzbauweise) und Q1W2, bei der die hintere Rumpfstruktur aus Holz war.

## Technische Daten
| Kenngröße                | Daten (Kyūshū Q1W1)                                                                        |
| ------------------------ | ------------------------------------------------------------------------------------------ |
| Besatzung                | 3 Mann (Pilot, Copilot, Bordschütze)                                                       |
| Spannweite               | 16,00 m                                                                                    |
| Flügelfläche             | 38,20 m²                                                                                   |
| Länge                    | 12,09 m                                                                                    |
| Höhe                     | 4,12 m                                                                                     |
| Leermasse                | 3100 kg                                                                                    |
| Startmasse               | normal 4800 kg maximal 5318 kg                                                             |
| Flächenbelastung         | 126 kg/m²                                                                                  |
| Antrieb                  | zwei Hitachi-Amakaze-31-Sternmotoren mit je 610 PS (449 kW)                                |
| Höchstgeschwindigkeit    | 320 km/h in 1340 m Höhe                                                                    |
| Dienstgipfelhöhe         | 4500 m                                                                                     |
| Steigrate                | 229 m/min                                                                                  |
| Reichweite               | 1460 km                                                                                    |
| Bewaffnung               | eine oder zwei 20-mm-MK, ein bewegliches 7,7-mm-Heck-MG, bis zu 500 kg Bomben/Wasserbomben |
| elektronische Ausrüstung | MAD Typ 3 Model 1 Radar Typ 3 Ku-6 Model 4 ESM-Antenne und -Messgeräte                     |